# Lumbricillus rufulus
Lumbricillus rufulus is een ringworm uit de familie van de Enchytraeidae. De wetenschappelijke naam van de soort is voor het eerst geldig gepubliceerd in 1974 door Shurova.